# 자기 선속 고정

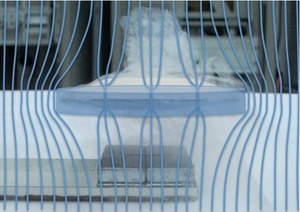
자기 선속 고정 현상에 대한 자기 선속관 다이어그램

자기 선속 고정(磁氣 線束 固定, 영어: flux pinning 플럭스 피닝[*]) 혹은 플럭스 피닝 현상은 초전도체가 자석 위의 공간에 고정되는 현상이다. 이 현상은 2형 초전도체에서만 일어나는데, 1형 초전도체는 자기장이 관통할 수 없기 때문이다. 자기 선속 고정은 자기장이 관통하기 때문에 일어나는 현상이다. (Hc1 이상, Hc2 이하의) 강한 자기장이 걸려 있을 때, 초전도체에는 자기 선속 양자 단위로 자기 선속이 들어갈 수 있고, 그 주위를 초전도 전류 소용돌이가 감싼다. (양자 소용돌이 참조) 이렇게 자기장이 관통하는 곳을 자기 선속 관이라고 부른다. 단위 면적당 선속 관의 개수는 자기장에 비례하는데, 비례상수가 자기 선속 양자이다.
지름이 76 mm, 두께가 1 마이크로미터인 원판이 자기장이 350 Oe인 곳에 있다고 할 때, 약 1천억 개의 선속 관이 만들어지고, 초전도체 무게의 7만 배 정도를 떠받칠 수 있다. 낮은 온도에서는 선속 관이 고정되어서 움직일 수 없다. 이렇게 고정되는 현상 때문에 초전도체가 한 자리에 그대로 머무르게 되고, 그 자리에 떠있을 수 있다. 이 현상은 마이스너 효과와 밀접하게 연관되어 있긴 하지만 한 가지 결정적인 차이점이 있다. 마이스너 효과에서는 자기장이 전혀 초전도체 안에 들어올 수 없지만, 자기 선속 고정의 경우에는 선속을 고정시켜서 초전도체가 한 자리에 가만히 있게 된다.

## 자기 선속 고정의 중요성
자기 선속 고정에는 세라믹 고온 초전도체에서 가짜 전기 저항을 만들어내고 임계 전류 밀도와 임계 자기장을 떨어뜨리는 "자기 선속 크리프"(영어: flux creep) 현상을 예방해준다는 장점이 있다.
자기 선속 크리프 현상으로 인한 고온 초전도체 특성의 저하는 초전도체의 활용을 저해하는 문제가 있다. SQUID 자력계에서 샘플에 바이어스를 걸기 위한 초전도 자석 안에서 발생하는 자기 선속 크리프 때문에 특정 자기장 영역에서 정확도가 떨어지는 문제가 생기곤 한다. 고온 초전도체 자석에서는 임계 자기장이 낮아져서 만들 수 있는 자기장의 최대 세기가 크게 감소하는 문제가 생길 수도 있다.

## 자기 선속 고정의 미래
승강기, 무저항 이음새, 각종 교통수단 등 여러 응용처에서 자기 선속 고정의 중요성을 엿볼 수 있다. 초전도층이 얇을수록 자기장이 걸렸을 때 자기 선속이 더 강하게 고정된다. 초전도체가 자석과 맞닿지 않고 떠 있는 상태로 고정되기 때문에 이음새의 저항을 없앨 수 있다. 운송 분야도 자기 선속 고정이 본격적으로 응용되면 크게 달라질 수 있다. 프랑스의 한 대학교에서는 MagSurf라는 기기를 개발했는데, 자기 선속 고정을 이용하여 호버크래프트와 유사한 현상을 만들어서 사람을 띄움으로써 자기 선속 고정이 미래의 운송에서 유용하게 쓰일 수 있음을 보였다.

## 같이 보기
- 구역벽
- 자기 구역
- 플럭스 펌핑
- 초전도 현상
- 아브리코소브 소용돌이
- 고정력
- 마이스너 효과